# Alberto Chiari
Alberto Chiari (Firenze, 6 marzo 1900 – Firenze, 18 giugno 1998) è stato un filologo, critico letterario e italianista italiano.
A lui si deve la prima intuizione, a Berlino nel 1948, della autografia del codice Hamilton 90 (codice che conserva la copiatura autografa del Decameron di Boccaccio). Negli anni successivi, concentrato su studi Danteschi e Manzoniani, Alberto Chiari declinò l’offerta di Vittore Branca di partecipare al gruppo di studiosi italiani intenti alla dimostrazione tecnico-scientifica dell’autenticità del manoscritto.

## Biografia
Dopo aver compiuto gli studi classici presso il liceo "Galilei" di Firenze, sempre nella città natale frequentò il "R. Istituto di studi superiori", dove fu allievo di Michele Barbi, Guido Mazzoni, Giorgio Pasquali ed altri insigni studiosi. Si laureò nel 1923 con una tesi su Lucrezio. Dal 1925 al 1937 fu docente titolare in vari istituti secondari della Toscana. Dal 1937 al 1971 ricoprì la cattedra di Lingua e letteratura italiana alla Facoltà di Magistero dell'Università Cattolica del Sacro Cuore di Milano.
A Firenze, dove ritornò nel 1971, ricoprì il ruolo di consigliere e quello di vicepresidente della Società Dantesca Italiana e fu membro di varie accademie e istituti di cultura. Diresse edizioni critiche e collezioni di testi e saggi letterari. Tra i suoi contributi di ricerca spiccano un ampio commento al Canzoniere del Petrarca; gli studi sulle Rime e sulle opere minori di Franco Sacchetti; gli studi danteschi; quelli dedicati a Giovanni Boccaccio, a Giuseppe Parini e ad Alessandro Manzoni, i quali impegnarono gran parte della sua attività di studioso.
Fu insignito della Medaglia d'oro dei Benemeriti delle scienze, delle lettere e delle arti. Morì quasi centenario nella sua Firenze, il 18 giugno del 1998.

## Opere
- Sulle orme di Parini: discorso critico, Milano, Vita e Pensiero, 1943.
- Letture dantesche, Firenze, Felice Le Monnier, 1939, poi 1946.
- L'edizione critica, in Indagini e problemi di lingua e letteratura italiana, Milano, Marzorati, 1950.
- La Madonna per Dante, Varese, Editrice Magenta, 1955.
- Testimonianza, Torino, S.E.I., 1962.
- Testimonianze di vita e di fede, Milano, Vita e Pensiero, 1967.
- Rileggendo il Manzoni, Roma, Edizioni dell'Ateneo, 1967.
- Ancora con Dante, Napoli, Liguori, 1977.
- Manzoni, il credente, Milano, I.P.L. - Istituto per la Propaganda Libraria, 1979.
- Studi letterari dall'indovinello veronese a Domenico Giuliotti, Firenze, Nardini Editore, 1981.

Numerose le edizioni critiche curate da Alberto Chiari, in particolare per le opere di Sacchetti, Dante e Manzoni. Tra queste:
- Franco Sacchetti, Il libro delle Rime, Bari, Laterza, 1936.
- Franco Sacchetti, La battaglia delle belle donne di Firenze, Ivi, 1938.
- Alessandro Manzoni prima della conversione, Firenze, Felice Le Monnier, 1947.
- Nove canti danteschi, Varese, Editrice Magenta, 1966.

Curò inoltre le tre redazioni de I promessi sposi e delle altre opere di Manzoni, in collaborazione con Fausto Ghisalberti, Milano, Mondadori, dal 1954 al 1991.

## Orientamenti critici
I lavori di critica testuale di Alberto Chiari, per la maggior parte, riflettono ovviamente i rigorosi principi filologici dei suoi maestri, a loro volta eredi e interpreti della «scuola storica». Quei criteri sono peraltro temperati da una sua costante attenzione ai valori artistici. D'altro canto il Chiari, pur non accogliendoli sul piano ideologico, non fu insensibile agli orientamenti della scuola estetica rappresentata da Benedetto Croce. Tanto che ai critici più intransigenti della dottrina crociana egli obiettava: «Non esiste un contenuto suscitatore di poesia e un contenuto non suscettibile di ispirazione; esiste o non esiste, invece, la poesia (...): quello stato (...) di 'grazia fantastica' da cui soltanto esce la poesia».
Ciò che più lo caratterizzò anche sul piano umano fu la dimensione religiosa dei suoi studi e l'aperta professione di fede: «l'accertamento della verità libero da polemiche e da partigianerie, chiesto alla scienza sia filologica sia estetica, è sentito come atto ed espressione ed impegno di fede». E più avanti, in apparente contraddizione con la propria educazione scientifica: «Noi dobbiamo essere filologi e, più che filologi, esteti e più che esteti... noi dobbiamo riconoscerci non dall'appartenenza a una scuola, ma da quel più che cerchiamo».